# Cheloctonus intermedius
Espèce
Cheloctonus intermedius est une espèce de scorpions de la famille des Hormuridae.

## Distribution
Cette espèce est endémique du Mpumalanga en Afrique du Sud,. Elle se rencontre vers Lydenburg.

## Publication originale
- Hewitt, 1912 : Records and descriptions of some little known South African Scorpions. Records of the Albany Museum, vol. 2, no 4, p. 300–311.